# Ersatzteil
Als Ersatzteile bezeichnet man Bauteile, die defekte oder verschlissene Bauteile eines komplexeren Produktes ersetzen. Wesentliche Regelungen enthält die Gruppenfreistellungsverordnung von 2010.

## Ersatzteilhandel
Ersatzteile können entweder selbst hergestellt oder von spezialisierten Lieferanten zugekauft werden, wie z. B. Elektroteile bei Fahrzeugen oder Maschinen.
Original-Ersatzteile werden durch den Hersteller des Produktes vertrieben, indem sie entweder aus der laufenden Produktion herausgenommen werden, von vornherein mit in die Anzahl mit einkalkuliert werden oder nachträglich wieder in (Klein-)Serie produziert werden. Es gibt jedoch auch Unternehmen, die Ersatzteile für Geräte anderer Hersteller fertigen. Man spricht vom so genannten Aftermarket. Diese erfüllen üblicherweise die gleiche Funktion, können allerdings vom Original abweichen. Ersatzteile, für die der Hersteller nachweisen kann, dass sie exakt bau- und funktionsgleich mit denen des Originalherstellers sind, nennt man auch Identteile. Sie entsprechen in jeder Hinsicht dem Original, werden jedoch unter anderem Namen verkauft. Meist werben die Hersteller für die Verwendung von Original-Ersatzteilen. Dadurch kann der Hersteller die Qualitätskriterien vorgeben, zudem profitiert er am Umsatz. Um ihren Qualitätsanspruch zu untermauern, schreiben einige Verbände herstellerunabhängiger Unternehmen wie etwa die Gütegemeinschaft der Motoreninstandsetzungsbetriebe ihren Mitgliedern vor, ausschließlich Original-Ersatzteile oder Identteile zu verwenden.

## Gewährleistungsansprüche
Nicht selten drohen Hersteller mit Verlust oder Einschränkung der Gewährleistungsansprüchen, wenn anstelle von Originalteilen die Teile von anderen Firmen eingebaut werden. Es gibt jedoch im Einzelfall immer wieder Gerichtsurteile, die dem widersprechen. Fällt ein Bauteil während der gesetzlichen Gewährleistungszeit aus, so hat der Hersteller meist für ein kostenloses Ersatzteil in angemessener Zeit und meist auch für den kostenfreien Einbau (nicht aber den kostenlosen Transport) zu sorgen. Ob der Hersteller das Ersatzteil kostenlos nachliefern muss, wird über die "bestimmungsgemäße Verwendung" in der beiliegenden Dokumentation geregelt: Wurde das Gerät gegebenenfalls nicht richtig bedient oder verwendet, so hat der Anwender die Kosten für das Ersatzteil selber zu tragen. Nach der Gewährleistungszeit entfällt dieser Anspruch, und der Anwender muss das Ersatzteil auf eigene Kosten erwerben. Mit dem Einbau eines Originalersatzteiles geben viele Hersteller als besonderen Kaufanreiz noch eine neue, zusätzliche Gewährleistung auf das neue Bauteil ab dem Einbaudatum.

## Erfolgsfaktor: Ersatzteillogistik
Für den erfolgreichen Auftritt am Markt bedarf es bei aufwendigen technischen Produkten (z. B. Fahrzeuge, Elektronische Geräte, Maschinen etc.) nicht nur eines gelungenen Designs und guter technischer Daten, sondern auch eine gute Ersatzteilversorgung (Ersatzteil-Logistik).
Der Käufer entscheidet sich im Rahmen seiner Überlegungen zur Wirtschaftlichkeit gegebenenfalls für ein teureres Produkt, wenn er glauben oder sicher sein kann, dass bei Bedarf Ersatzteile schnell zur Verfügung stehen. Denn oft stehen hohen Ausfallkosten in keinem Verhältnis zum geringeren Kaufpreis (z. B. Bagger, Flugzeug, LKW).

## Entfallteil
Ein Entfallteil oder entfallenes Ersatzteil ist ein Ersatzteil, das beispielsweise bei der Modellpflege eines Fahrzeugmodell nur bei dem alten Modell, jedoch nicht mehr bei dem neuen Modell verwendet wird. Entsprechend kann dieses Ersatzteil früher aus dem Angebot entfallen, sobald die Ersatzteilpflicht für die alte Modellvariante abgelaufen ist. Es kann dann zu den nicht mehr lieferbaren Teilen gehören, obwohl neuere Varianten der Modellreihe weiter im Verkauf sind.

## Ersatzteile im Eigenbau
Im Maschinenbau wird nicht selten vertraglich geregelt, dass Zeichnungen oder ganze Zeichnungssätze zur Eigenherstellung von Ersatzteilen mitgekauft werden. Der Hersteller einer solchen Maschine stimmt dem zu und liefert nicht nur die Zeichnung, sondern auch wichtige Informationen zur korrekten Herstellung wie Material sowie Wärme- und Oberflächenbehandlung. Diese Ersatzteile dürfen dann aber nur für den Eigenbedarf hergestellt werden. Ein Verkauf an Dritte wird meist nur gegen eine entsprechende "Lizenzgebühr" erlaubt.

## Nachbau nach Muster
Werden defekte Bauteile (z. B. der Zahn einer Baggerschaufel) ohne Zeichnung nur durch abnehmen der Maße von einem unabhängigen Dritten im Auftrag des Endanwenders hergestellt, spricht man vom „Nachbau nach Muster“. Dies ist oft der Fall, wenn der Hersteller in der Zwischenzeit Insolvenz anmelden musste oder die Ersatzteilversorgung beendet hat. Auch ein objektiv hoher oder vom Kunden als überhöht empfundener Preis kann ein Grund für den Nachbau  sein.

## Gefälschte Nachbauten
Soweit es sich bei Ersatzteilen um nicht autorisierte Nachbauten handelt, spricht man von Plagiaten oder Piratenteilen. Als Bogus parts (engl. bogus = gefälscht, spare parts = Ersatzteile) bezeichnet man insbesondere in der Luftfahrtindustrie Ersatzteil-Nachbauten, die – mit gefälschten Zertifikaten versehen – äußerlich nur schwer von Originalteilen zu unterscheiden sind. Aufgrund des hohen Preisniveaus ist das Fälschen von Flugzeugersatzteilen besonders attraktiv. Unerkannte, aus minderwertigem Material hergestellte Plagiate stellen eine Gefahr für die Sicherheit der Luftfahrt dar. Strafbar wird der Nachbau besonders dann, wenn durch Verwendung von gefälschten Prüfzeichen der betroffene Käufer gezielt betrogen werden soll und ihm damit ein Schaden entsteht oder entstehen kann.

## Garantie, Zusatzgarantie
Bei Markenartikeln geben Hersteller oft eine Ersatzteilgarantie ab. So gewährleistet z. B. ein Autoproduzent für eine Zeit von zehn Jahren, für ein Fahrzeug Ersatzteile liefern zu können. Die Ersatzteilversorgung wird dabei zu einer logistischen Herausforderung. Die Garantien wirken sich oft im höheren Preis des Produktes aus, aber unterscheiden so Markenprodukte von Nonameprodukten.

## Tauschteil
Bei aufwändigen Ersatzteilen wird oft ein Tauschteil angeboten, um die Kosten der Reparatur zu minimieren. Die zurückgenommenen defekten Tauschteile können wieder rationell in größeren Stückzahlen repariert werden (z. B. Lichtmaschinen oder runderneuerte Reifen bei Fahrzeugen).

## Ersatzteilkataloge
Viele Hersteller führen ihre Ersatzteile in einem elektronischen Ersatzteilekatalog. Die häufigste Art der Darstellung ist die Explosionszeichnung: Die Baugruppen werden "wie explodiert" dargestellt, so dass die einzelnen Teile gut erkennbar sind und eine Positionsnummer erhalten können. Diese verweist in einer Stückliste auf die Artikelnummer des gesuchten Ersatzteiles. Mit dieser Nummer kann die Werkstatt oder der Endkunde indirekt beim Fachhandel oder beim Hersteller die Ersatzteile kaufen.
Die Kataloge wurden früher auf Papier gedruckt, dann als Microfilm (sogenannte „Microfiche“) und heute digital angeboten.

## Verschleiß- und Kaufteillisten
Käufer von komplexen Maschinen verlangen oft vom Hersteller Listen von "Verschleißteilen" mit der zu erwartenden voraussichtlichen Lebensdauer, damit diese Teile rechtzeitig gekauft und im eigenen Lager zur gegebenen Zeit vorgehalten werden können. Zunehmend wird auch die Lagerung und zeitnahe Vorhaltung vom Hersteller immer mehr vertraglich gefordert. Die "Kaufteileliste" umfasst alle Teile, die unabhängig vom Hersteller frei auf dem Markt gekauft werden können (z. B. Kugellager, Schalter, Pneumatikzylinder). Mit Hilfe dieser Teilelisten ist der Betrieb von hochkomplexen Anlagen, unter anderem durch vorbeugende Wartung ohne lange Ausfallzeiten möglich.

## Designschutz
Gestaltgebende Bauteile wie z. B. ein Kotflügel oder eine Motorhaube einer Autokarosserie dürfen nach der aktuellen Rechtsprechung in Deutschland nicht von dritten Firmen nachgebaut werden: der Hersteller hat auf Grund des hohen schöpferischen Wertes einer gelungenen Autokarosserie einen besonderen Schutz auf diese Teile. Selbst der Zulieferer des Autoherstellers, der die „Originalteile“ für die Originalkarosserie herstellt, darf diese Teile nicht ohne Zustimmung des Autoherstellers (des sogenannten „OEM“) verkaufen. Er muss dazu vom Autohersteller eine "Lizenz" erwerben, was diese Ersatzteile natürlich wiederum verteuert. Die EU-Kommission will diesen Sachverhalt im Interesse des Verbrauchers ändern, was aber auf heftigen Widerstand bei den Autoherstellern stößt.

## Preisgestaltung
Die Gestaltung des optimalen Ersatzteilpreises ist eine kalkulatorische Kunst.
Oft wollen Hersteller die Gewinnmarge ihrer Produkte über die Ersatzteilpreise erhöhen. Sind die Teile zu teuer und können diese nicht durch Patente oder Designschutz ausreichend geschützt werden, so entsteht schnell ein lukrativer Markt für Dritte.

## Auskunft zur Verfügbarkeit
In Frankreich sind Hersteller und Importeure aufgrund von Artikel L111-4 des Verbrauchergesetzbuchs verpflichtet, verbindliche Auskunft über die Verfügbarkeit von Ersatzteilen zu geben. Für fehlende Ersatzteile sind unter bestimmten Umständen Pläne für ihren 3D-Druck zur Verfügung zu stellen. Dieser neu eingeführte Artikel L111-4 trat am 1. Januar 2022 in Kraft; er war bzw. ist in Teilen noch unwirksam, da bestimmte Dekrete fehlen (Stand: Dezember 2022).

## Kritik
Als Kritik wird vorgebracht, dass bei vielen Produkten, auch Pkw und Haushaltsgeräten, Ersatzteile vom Hersteller oft nur zu Preisen angeboten werden, die deutlich über denen des freien Marktes liegen. Die Reparatur eines defekten Geräts kann dadurch auch in Verbindung mit hohen Lohnkosten unwirtschaftlich erscheinen. Dadurch kann der Kunde, ggf. auch im Sinne der geplanten Obsoleszenz, zum Neukauf motiviert werden. Dies kann besonders dann der Fall sein, wenn für die Reparatur die Richtzeiten der Hersteller und nicht die konkrete kürzere Arbeitszeit in Rechnung gestellt wird.